# Ratni zločini na Banovini 1991. – 1992.

## Kronologija
Ljeto i rana jesen 1991. bile su iznimno traumatične za Hrvate na Banovini i Pokuplju. 

### Lipanj
Već 26. lipnja prva agresija srbočetnika na sisačko-banijskoj regiji započela je napadom srpskih paravojnih skupina na policijsku postaju Hrvatske policije u Glini. Jednu je organizirao Dušan Jović. U akciji je pobunjenim Srbima pristigla u neposrednu blizinu mjesta sukoba pristiže i tenkovska postrojba JNA prije nego što su došle regularne postojbe MUP RH (sisačke pješačke postrojbe ZNG-a i policije). Dvoje Hrvata je poginulo, a desetak osoba je ranjeno. Iz osvojene policijske postaje četnici su odveli 13 hrvatskih branitelja u zatočeništvo u zloglasni kninski zatvor gdje su ih zvjerski mučili. 

### Srpanj
15. srpnja su postrojbe JNA iz tenkova pucalo po MUP-u RH Dragotincima i Kraljevčanima. Tad su prvi put izravno napali hrvatske civile, snage MUP-a i Zbora narodne garde- Pučanstvo H. Čuntića, Kraljevčana, Dragotinaca i Prnjavora, pod jakom mitraljeskom i minobacačkom paljbom kreće u zbjeg prema Petrinji, gdje privremeno utočište nalazi oko 800 žitelja iz tih sela. 16. srpnja JNA i četnici minobacačima napali Gornji Viduševac kod Gline. 17. srpnja su četnici iz Drljača i Četvrtkovca napali Komarevo, a istog dana su napali Hrvatsku Kostajnicu automatskim oružjem.
25. je srpnja prekinut promet na pruzi Sisak Predgrađe - Petrinja - Karlovac. 26. srpnja JNA tenkovima napali policijsku postaju u Glini i Jukinac, dio grada prema Petrinji nastanjenog uglavnom Hrvatima. Istog i sljedećeg dana MUP i ZNG su Hrvatima iz Gline i Jukinca omogućile povući se na drugu stranu rijeke Gline prema Gornjem i Donjem Viduševcu. Glina je tako pala pod JNA i četnika, a JNA je u Jukincu uništila više od 40 hrvatskih kuća. Istog su dana srpski pobunjenici u Kuljanima masakrirali dio zarobljene skupine nekoliko hrvatskih civila, a istog dana u Zamlaču i Kozibrodu masakrirali hrvatske policajce, mještane hrvatske nacionalnosti protjerali, goneći ih ispred sebe kao živi štit, usput paleći i razarajući stambene i gospodarske objekte ovih ljudi. 27. srpnja su napali hrvatska sela u Pounju, Strugu i Zamlaču, pritom masakrirajući u Struzi zarobljene ranjene pripadnike MUP-a, a iz Gline su do kraja potisnuli hrvatsku policiju. Počinje zbjeg Hrvata iz Pounja. 29. srpnja je potpuno prekinut promet na pruzi Sisak predgrađe - Sunja - Bosanski Novi i na pruzi Sunja - Novska. Od 30. srpnja JNA zrakoplovstvom napala Hrvatsku Kostajnicu, pri čemu je uništila novu zgradu škole, zgradu Doma zdravlja i nekoliko stambenih zgrada. Sutradan su se hrvatska policija i stanovnici povukli iz grada.

### Kolovoz
Zbog sveopće loše situacije predsjednik RH dr Franjo Tuđman 1. kolovoza Odlukom je ustanovio Regionalni krizni štab za Baniju, Posavinu i Moslavinu. Za predsjednika imenovao je Ivana Bobetka.
16. kolovoza su četnici u Čuntiću i Dragotincu ubili i ranili više hrvatskih civila. 18. kolovoza četnici su minobacačima napali sela Maju i Svračicu. Nenaoružan su Hrvate u tim selima maltetirali, imovinu im opljačkali i popalili a kuće razorili. 20. kolovoza napali su Sunju i Komarevo. 22. kolovoza Hrvatska Kostajnica po prvi put je napadnuta s teritorija BiH, iz Bosanske Kostajnice. Napadnuta je minobacačima i topništvo. 25. kolovoza je sam predsjednik RH posjetio Banovinu, obišavši bojišnicu kod Pecki, Petrinje, Siska i Hrv. Kostajnice. 26. kolovoza zrakoplovstvo JNA bombardiralo je Sunju, a istog dana četnici iz Hrastovca zauzeli su hrvatsko selo Stazu kod Sunje, opljačkali i spalili sve hrvatske kuće. Hrvati iz tog sela je pošlo u zbjeg. 29. kolovoza su četnici i JNA spalili većinski hrvatsko selo Skelu kod Gline. 31. kolovoza JNA je napala industrijsku zonu grada Siska.

### Rujan
2. rujna je potpukovnik JNA zaprijetio hrvatskim snagama, a potom i ostvario prijetnje pucanjem po Petrinji. Do 19.50 otvoreni napad JNA granatama i tenkovskim projektilima po vili Gavrilović, vrtiću, crkvi sv. Lovre, srednjoškolskom centru, općinskom sudu, zgradi Općine, nekoliko gospodarskih objekata (radionica Slavijatransa, Gavrilovićev silos hrane, tvornica obuće, zgrada bolnice,  više stambenih i stambeno-poslovnih zgrada). Grad je pretrpio svoje najveće razaranje u povijesti.
3. rujna borbe se vode oko Pecaka. ZNG je uspjela zauzeti vojno-skladišni prostor JNA Barutana, prva osvojena vojarna JNA u Hrvatskoj.
7. je rujna JNA napala strateški bitno naselje Taborište kraj Petrinje. ZNG se morao povući. 8. rujna tenkovi JNA iz vojarne V. Gaćeša smjestili su se na položaja prema Kotar šumi, nedaleko od Petrinje, a tijekom dana JNA je napadala hrvatske snage u Hrastovici i Peckom. 9. rujna srpski su rezervisti napali Hrastovicu. Križ je napadnut istog dana. U Sisku uveden policijski sat i zamračenje.
12. rujna pobunjeni Srbi i JNA su ušle u Hrvatsku Kostajnicu, a sljedećeg su se dana predali hrvatski branitelji jedinicama TO Bosanske Kostajnice. JNA je ušla u gospodarske objekte tvornice Gavrilović u Petrinji. 14. rujna pobunjeni Srbi napali su Topusko,  JNA je napala Petrinju, a Hrv. Kostajnica se do kraja predala. Dio branitelja se predao agresoru te je odveden u logor Manjaču kod Banje Luke, dok se drugi dio branitelja probio kroz neprijateljski obruč. Četnici u Petrinji zarobili i strijeljali 14 pripadnika MUP-a i ZNG-a.
16. rujna iz vojarne Vasilij Gaćeša JNA minobacačima napala Petrinju, Brest, Mošćenicu i Praćeno, pješaštvom je ušla u Petrinju, dok su se hrv. snage držale oko zaobilaznice u Petrinji, te Češkom selu i Drenčini. Oštetila je još nekoliko gospodarskih objekata Gavrilovića i drvne industrije Finel, ne dopustivši gašenje požara. HV je uništio radarski sustav u vojno-raketnoj bazi Šašina Greda kod Siska te osvojila tu bazu JNA.
JNA je 18. rujna zauzela Petrinju, a tamošnje civilno i vojno (17 masakriranih gardista na položajima oko nove bolnice) hrvatsko stanovništvo smaknuto ili izbjeglo prema Sisku i Zagrebu,

## Vanjske poveznice
- Tamna strana Domovinskog rata Slobodna Dalmacija